# Nikolaus Logoschan von Karánsebes
Nikolaus Logoschan von Karánsebes, rumänisch Nicolae Lugojanu de Caransebeș (* 16. Dezember 1854 in Caransebeș; † 27. März 1927 in Hermannstadt), war ein rumänischstämmiger k. u. k. Generalmajor, ab 1919 Divisionsgeneral in der Rumänischen Armee und Erfinder.

## Biographie

### Der Offizier

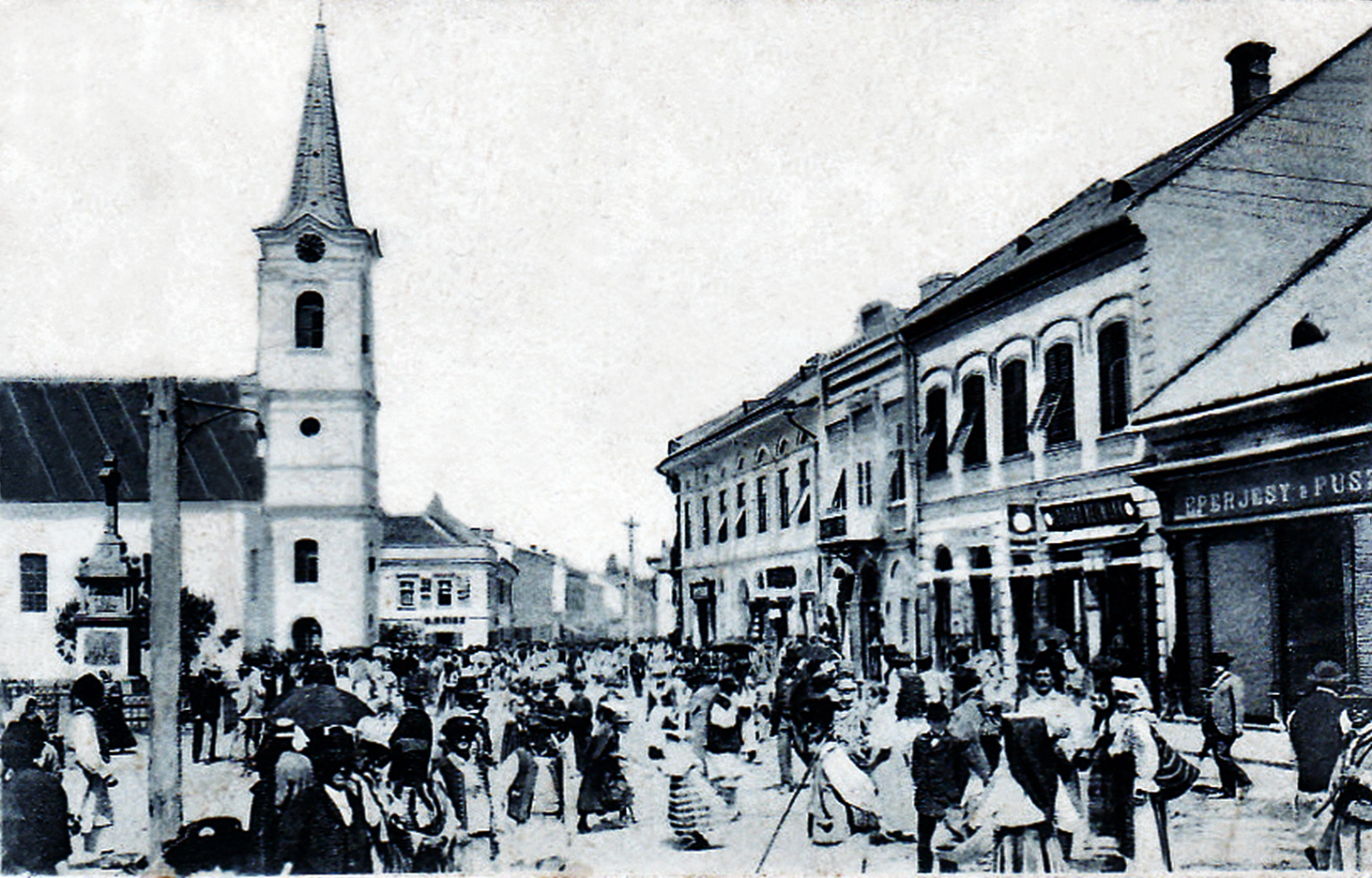
Caransebeș, Marktplatz und kath. Kirche

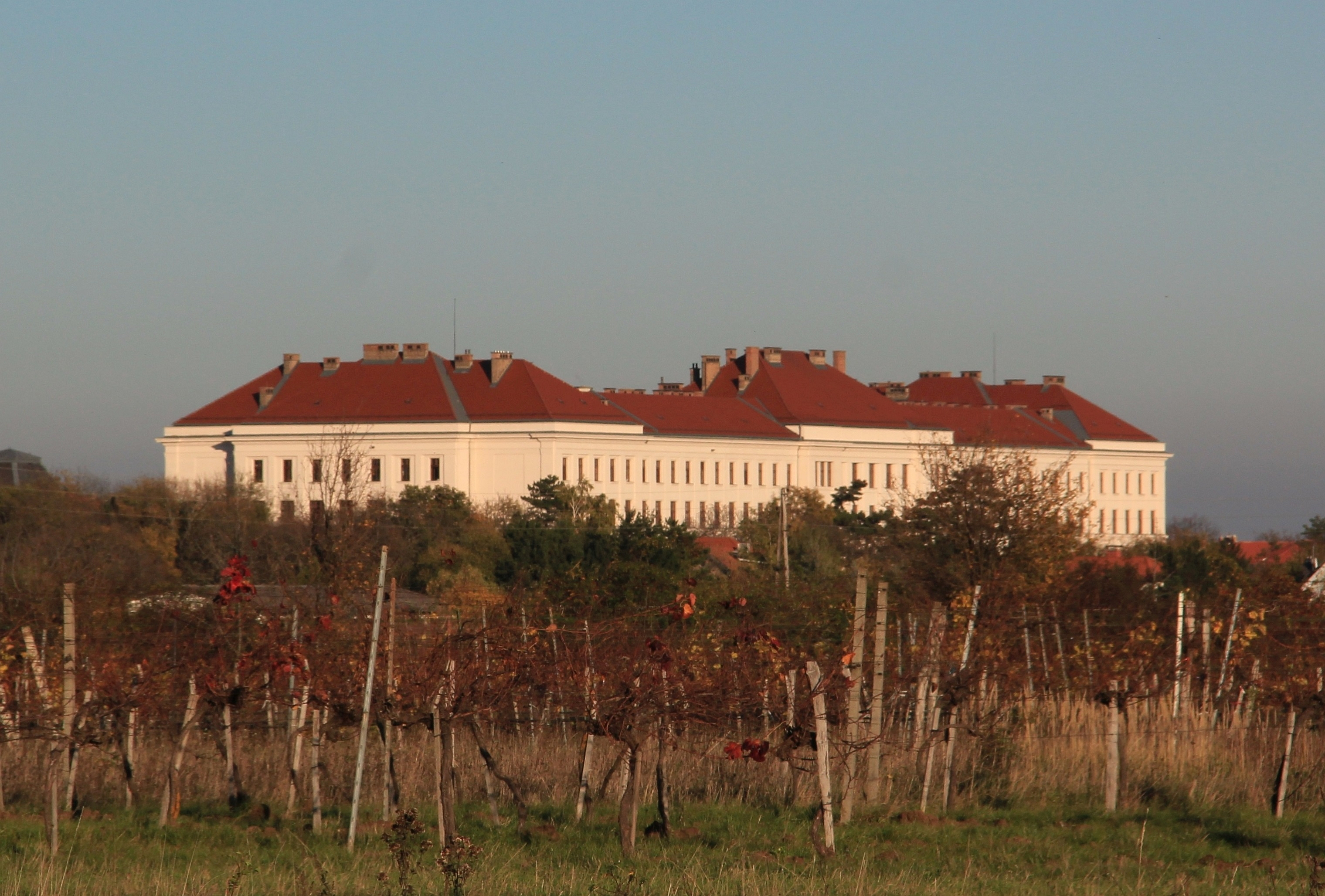
Ehemalige Militärschule in Traiskirchen

Nikolaus, der Sohn des Grenzers und Lehrers Dimitrie und seiner Gattin Iconia, besuchte die Schule für Mathematik in Caransebeș, sodann die Militärschule in Traiskirchen. Seine Ausbildung beendete er nach der Frequentierung der Militärakademie an der Kriegsschule in Wien.
Am 1. November 1880 wurde er Leutnant im ungarischen Artillerieregiment Alois Pichler Nr. 3 in Komorn und nahm 1882 an der Kampagne 1882 in Bosnien teil. Er wurde am 1. Mai 1894 zum Hauptmann 1. Klasse im Artillerieregiment Erzherzog Albrecht Nr. 5 und Anno 1902 zum Major im Artillerieregiment Nr. 36 in Hermannstadt befördert.
Im Jahr 1903 diente er als Oberstleutnant beim 7. Armeekorps und war ab 1907 Kommandant des Artillerieregiments Nr. 19 in Großwardein. Auf demselben Posten rückte er am 18. August 1914 zum Oberst vor. Bereits in dieser frühen Phase des  Ersten Weltkriegs hatte er Gelegenheit sich auszuzeichnen und wurde mit dem Orden der Eisernen Krone 3. Klasse mit der Kriegsdekoration ausgezeichnet. Er war bereits Träger des Militär-Verdienstmedaille „Signum Laudis“ am roten Bande.
Lugojanul avancierte mit Rang vom 1. November 1917 zum Generalmajor und wurde von Kaiser Karl I. am 14. Februar 1918 (Diplom vom 1. April des Jahres) mit dem Prädikat „von Karánsebes“ in den Adelsstand erhoben.
Anfang Januar 1919 wurde der ehemalige k. u. k. Offizier im Rang eines Divisionsgenerals in die königlich rumänischen Armee aufgenommen und beteiligte sich an den militärischen Aktionen in Siebenbürgen. Er wurde von den Grenzern zum Repräsentanten der Vermögensgesellschaft Caransebeș gewählt und sollte nach der Vereinigung deren Präsident werden. Da es ihm aber nicht gelang, eine Einigung zwischen den verschiedenen politischen Lagern zu erzielen, verzichtete er auf die Kandidatur und zog sich nach Sibiu zurück, wo er auch starb. Er wurde dort von seinem Freund, dem Militärpfarrer Obersten Iosif Serafín aus Pătaș (Kreis Caraș-Severin), beerdigt.

### Der Erfinder
In seiner Zeit als Hauptmann erfand Lugojanu im Jahre 1889 den sogenannten Kommoditäts-Doppelschlüssel, mit dem man zu jener Zeit alle Türen öffnen konnte. Dieser wurde in Österreich-Ungarn, Deutschland, Frankreich (Patent 201 293 von 17. Oktober 1889) und England patentiert.
Während seiner Stationierung in Pressburg, meldete er am 21. August 1904 ein weiteres Patent an, nämlich das eines technisch veränderten Steigbügels, dessen Arme aus zwei miteinander gelenkig verbundenen Teilen bestehen: Der Anschlag der mit dem Steg verbundenen Teile ist durch Anschläge begrenzt, welche im Inneren der Bügelteile angeordnet sind und sich innerhalb an Nuten bewegen. Die Patentierung erfolgte in Österreich-Ungarn am 1. Juli 1905 unter der Nummer 22 262.